# Zijner Majesteits
Zijner Majesteits (niederländisch Seiner Majestät), abgekürzt Zr.Ms., bzw. Harer Majesteits (niederländisch Ihrer Majestät), abgekürzt Hr.Ms., ist das Präfix, das Namen von Schiffen der niederländischen Koninklijke Marine während ihrer Dienstzeit vorangestellt wird. Wenn das Staatsoberhaupt männlich ist, ist „Zijner Majesteits“ zu wählen, bei weiblichem Geschlecht „Harer Majesteits“.
Der Begriff „Seiner Majestät Kriegsschiff (Z.M. schip van oorlog)“ kann erstmals nach Inthronisation von Wilhelm I. der Niederlande neben den Begriffen „s konings schepen van oorlog (Kriegsschiffe des Königs)“ und „Zijner Majesteits Schepen en Vaartuigen (Seiner Majestät Schiffe und Fahrzeuge)“ festgestellt werden, ohne dass er allerdings in offiziellen Dokumenten benutzt wurden. Hier wurde nur der Schiffsname ohne Zusätze verwendet. Erst ab 1817 wurden Kriegsschiffe auch in amtlichen Dokumenten mit dem Präfix „Zijner Majesteits Schip“ bezeichnet und die Abkürzung „Z.M.“ benutzt.
1998 wurde im „Circulaire Zeemacht 1569cc“ von die Nutzung des Präfixes erstmals offiziell festgelegt.
Die Verordnung enthält folgende Bestimmungen:
- Die Bezeichnung „Harer Majesteits“ („Hr.Ms.“) darf nur dann dem Namen eines Schiffes der Königlichen Marine vorangestellt werden, wenn dieser Name mit Zustimmung Ihrer Majestät der Königin vergeben wurde.
- Dies betrifft die Schiffe der Königlichen Marine, die im Dienst den Wimpel führen, unter dem Kommando eines Offiziers oder Unteroffiziers der Königlichen Marine stehen und eine Militärbesatzung haben.
- In amtlichen Schreiben, in denen (ein- oder mehrmals) der Name eines Schiffes erscheint, das die hier genannten Bedingungen erfüllt, ist die Bezeichnung „Hr.Ms.“ zu verwenden, zum Beispiel „Hr.Ms. Scheveningen“.
- In Berichten, Plänen, Schiffsnamenlisten und Einsatzaufträgen, in denen der Name eines Schiffes, das die festgelegten Bedingungen erfüllt, mehrfach vorkommt, darf die Bezeichnung „Hr.Ms.“ der Lesbarkeit halber weggelassen. Die Schiffsnamen werden dann ohne den vorangestellten Artikel „de“ angegeben. Der Name kann in Großbuchstaben geschrieben werden, zum Beispiel „SCHEVENINGEN“.
- Nicht erlaubt ist die Verwendung der Bezeichnung „Hr.Ms.“ vor allen Schiffen der Königlichen Marine oder eines bestimmten Typs. Daher ist beispielsweise die Bezeichnung „Hr.Ms. U-Boot“ oder „Hr.Ms. U-Boot Zeehond“ nicht korrekt. Richtig ist die Bezeichnung „(das) U-Boot Hr.Ms. Zeehond“.

Auf diese Weise wird angezeigt, dass das Schiff der bzw. dem König als Personifikation des Staates gehört. Andere, als durch die oben genannte Richtlinie beschriebene Schiffe, führen kein Präfix.
Das Schiff erhält sein königliches Präfix erst im Moment der Indienststellung: Es wird nur auf einen Namen getauft und in der Zeit zwischen Taufe und Indienststellung wird der Name ohne Präfix verwendet. In der Vergangenheit verloren die Schiffe auch während vorübergehender Stilllegung, zum Beispiel für Wartungsarbeiten, ihren Präfix, diese Regelung ist heutzutage allerdings nicht mehr gültig, heute ist die Nutzung erst ab Datum der letzten Stilllegung endgültig untersagt. Als Unterkunfts- und Wachschiffe könnten stillgelegte Schiffe dann zwar noch unter militärischem Kommando stehen und ihr Präfix behalten, wobei besonders die erste Form der Weiternutzung immer weniger wird. Andererseits darf zum Beispiel bei Beschreibung der Tonijn, einem dreizylindrigen U-Boot und Museumsschiff des Marinemuseum Den Helder das Präfix nicht mehr genutzt werden.
Außerhalb der Marine, so zum Beispiel in der schifffahrtsgeschichtlichen Literatur, sind die Rechtschreibregeln des Rundschreibens nicht bindend. Für die Lesbarkeit eines Textes ist es dort allerdings seit langem üblich, den Namen eines Schiffes, egal ob Marine oder Handelsmarine, kursiv und nicht in Großbuchstaben anzugeben.
Bei der Krönung Willem-Alexanders am 30. April 2013 fand damit erstmals nach Niederschrift der Richtlinie ein Präfixwechsel aufgrund der Änderung des Staatsoberhauptes von Königin auf König statt. Dieser wurde für alle Schiffe stellvertretend  im Rahmen einer Zeremonie an Bord der Evertsen vollzogen.

## Weiteres
„Zijner Majesteits“ und „Harer Majesteits“ werden im Niederländischen grammatikalisch als „Versteinerte Sprachform“ bezeichnet. Dies ist eine Sprachform, die keiner Veränderung mehr unterliegt und auch nicht in neuen Kombinationen verwendet wird. In diesem Fall ist „Majesteits“ die Possessivform (erkennbar am „-s“), während sowohl „Zijner“ als auch „Harer“ die weibliche Endung („-r“) haben, da „Majesteit“ im grammatikalischen Geschlecht, wie auch im Deutschen, weiblich ist.
Niederländische Botschafter werden offiziell auch als „Seiner Majestät Außerordentlicher und Bevollmächtigter Botschafter“ bezeichnet, und ebenso das Präfix Zr.Ms. auch für in der bezeichnung der niederländische Botschaften verwendet.
Bei der Verwendung der Abkürzung „Zr.Ms.“ auf Twitter stellte sich heraus, dass dieses Programm die Abkürzung .ms als Internet-Top-Level-Domain sieht. Dies hat die Verteidigung veranlasst, den Domänennamen Zr.ms zu registrieren und ihn auf die Website der Royal Netherlands Navy umzuleiten.
International wird für die Schiffe der niederländischen Marine auch das Präfix „HNLMS“ als Abkürzung für „His (Her) Netherlands Majesty's Ship“ verwendet.